# Kaprije (naselje)
Kaprije je naselje in zaliv na otoku Kaprije (Hrvaška), ki upravno spada pod mesto Šibenik Šibeniško-kninske županije.

## Geografija
Kaprije so edino naselje na istoimenskem otoku. Kraj leži ob dolgem ozkem  zalivu Luka Kaprije na južni strani otoka pod vznožjem najvišjega otoškega vrha, 132 mnm visoke Vele Glavice.
Pri dnu zaliva leži okoli 40 m dolg valobran z globino morja 2 do 3 m. Na koncu valobrana stoji svetilnik. Na valobran se lahko pristaja s krmo z notranje strani valobrana. Izza valobrana se nahaja še manjši okoli 15 m dolg pomol pri katerem je globina morja 1,5 do 2 m. Sidranje plovil pa je mogoče še na koncu zaliva pri globini morja 3 do 8 m.  Zaliv je odprt severozahodnim vetrovom. Kadar piha burja so udarci vetra lahko zelo močni. Morsko dno na posameznih mestih sidra ne drži najbolje, zato ob močnem vetru lahko plovila odnese s sidrišča.
Iz pomorske karte je razvidno da svetilnik oddaja svetlobni signal: B Bl 3s.

## Prebivalstvo
V naselju Kaprije živi okoli 450 stalnih prebivalcev.
| Pregled števila prebivalcev po letih | Pregled števila prebivalcev po letih | Pregled števila prebivalcev po letih | Pregled števila prebivalcev po letih | Pregled števila prebivalcev po letih | Pregled števila prebivalcev po letih | Pregled števila prebivalcev po letih | Pregled števila prebivalcev po letih | Pregled števila prebivalcev po letih | Pregled števila prebivalcev po letih | Pregled števila prebivalcev po letih | Pregled števila prebivalcev po letih | Pregled števila prebivalcev po letih | Pregled števila prebivalcev po letih | Pregled števila prebivalcev po letih |
| ------------------------------------ | ------------------------------------ | ------------------------------------ | ------------------------------------ | ------------------------------------ | ------------------------------------ | ------------------------------------ | ------------------------------------ | ------------------------------------ | ------------------------------------ | ------------------------------------ | ------------------------------------ | ------------------------------------ | ------------------------------------ | ------------------------------------ |
| 1857                                 | 1869                                 | 1880                                 | 1890                                 | 1900                                 | 1910                                 | 1921                                 | 1931                                 | 1948                                 | 1953                                 | 1961                                 | 1971                                 | 1981                                 | 1991                                 | 2001                                 |
| 166                                  | 0                                    | 318                                  | 360                                  | 485                                  | 605                                  | 710                                  | 560                                  | 659                                  | 588                                  | 488                                  | 310                                  | 172                                  | 130                                  | 143                                  |

## Turizem
Tako na otoku, kot tudi v naselju ni avtomobilskega prometa. Kraj je primeren za mirne počitnice. V naselju oddajajo privatne sobe in apartmaje. V vasi je trgovina, pošta in restavracija.